# Falckrabství Kefalonia a Zakynthos
Falckrabství (palatinské hrabství) Kefalonia a Zakynthos (řecky Παλατινή Κομητεία της Κεφαλονιάς και της Ζακύνθου, Palatiní Komiteía tis Kefaloniás kai tis Zakýnthou) byl středověký stát v letech 1185–1479 na Jónských ostrovech Kefalonia, Zakynthos, Lefkada a Ithaka. Původně patřil Sicilskému království, které stálo za jeho vznikem, přesto bylo státem autonomním a v průběhu existence se stával vazalem různých celků, nakonec ho získala Benátská republika. Vystřídali se zde dynastie Orsiniů, Anjouovců a italského rodu Tocco. 

## Dějiny

### Vznik
Hrabství bylo založeno po dobytí Jónských ostrovů Kefalonia, Zakynthos a Ithaka roku 1185 sicilskými Normany pod vedením admirála Margarita z Brindisi na Byzantské říši Izáka II. Angela a stalo se součástí Sicilského království, pouze Korfu a Lefkada zůstaly pod byzantskou nadvládou. Margaritus, který byl vyslán sicilským králem Vilémem II., se pak sám stal prvním hrabětem z Kefalonie, ale poté byl roku 1187 převelen do Svaté země, neboť tou dobou probíhala třetí křížová výprava a Jeruzalém byl dobyt sultánem Saladinem. Brzy, po smrti Viléma II., byl Margaritus nucen se na Sicílii vrátit, aby jí bránil před neapolským vpádem.
Roku 1357 byly Kefalonia a Zakynthos sloučeny s Lefkadou a Ithakou do Vévodství Leucadia pod francouzskými a italskými vévody. Ostrovy Korfu, Paxos a Kythéra byly dobyty Benátčany v roce 1204 během čtvrté křížové výpravy, staly se důležitými zámořskými koloniemi Benátské republiky a sloužily jako přestupní stanice pro námořní obchod s Levantou. Postupně se všechny Jónské ostrovy dostaly pod benátskou nadvládu. 

### Benátská nadvláda
V 15. století Osmané dobyli většinu Řecka, ale jejich pokusy o dobytí ostrovů byly z velké části neúspěšné. Zakynthos připadl v roce 1482 Benátkám, Kefalonia a Ithaka v roce 1483, Lefkada v roce 1502 a Kythéra byla v benátských rukou od roku 1238. Ostrovy tak byly jedinou částí řecky mluvícího světa, která unikla osmanské nadvládě. V té době migrovalo velké množství Řeků na Jónské ostrovy, aby unikli osmanskému pronásledování.

## Seznam panovníků
| - Margaritus z Brindisi - Matteo Orsini (1195–před 1238) - Richard Orsini (před 1260–1304) - Jan I. Orsini (1304–1317) - Mikuláš Orsini (1317–1323) - Jan II. Orsini (1323–1325) | - Jan z Graviny (1325–1336) - Robert z Tarenta (1336–1357) - Leonardo I. Tocco (1357–1376) - Karel I. Tocco (1376–1429) - Karel II. Tocco (1429–1448) - Leonardo III. Tocco (1448–1479) |

znaky dynastií:
Orsiniové
Anjouovci
Tocco
Karel I. jako vládce Kefalonie (vlevo) a Epiru (vpravo)